# Ambassade de Cuba en France
L'ambassade de Cuba en France est la représentation diplomatique de la république de Cuba auprès de la République française. Elle est située 16 rue de Presles, dans le 15e arrondissement de Paris, la capitale du pays. Son ambassadeur est, depuis 2022, Otto Vaillant Frías.

## Histoire
Dans les années 1900, la légation de Cuba se trouvait 66 rue Spontini, tandis que la chancellerie et le consulat général étaient installés 25 rue Boissière (16e arrondissement).
Dans les années 1920, la légation était installée 5 rue Copernic (16e arrondissement), tandis que son consulat était situé 9 rue d'Aguesseau (8e arrondissement).
Le 26 juillet 2021, l'ambassade est la cible de jets de cocktails Molotov, ne provoquant que des dégâts mineurs,.

## Ambassadeurs de Cuba en France
| Date de nomination                                                  | Date de nomination                                                  | Date de remise des lettres de créance                               | Date de remise des lettres de créance                               | Diplomate                                                           |
| En qualité d'envoyés extraordinaires et ministres plénipotentiaires | En qualité d'envoyés extraordinaires et ministres plénipotentiaires | En qualité d'envoyés extraordinaires et ministres plénipotentiaires | En qualité d'envoyés extraordinaires et ministres plénipotentiaires | En qualité d'envoyés extraordinaires et ministres plénipotentiaires |
| ------------------------------------------------------------------- | ------------------------------------------------------------------- | ------------------------------------------------------------------- | ------------------------------------------------------------------- | ------------------------------------------------------------------- |
| ?                                                                   |                                                                     | 13 février 1906                                                     | [ JORF 1 ]                                                          | Emilio Ferrer y Picabia                                             |
| ?                                                                   |                                                                     | 21 octobre 1909                                                     | [ JORF 2 ]                                                          | Tomas Collazo y Tejada                                              |
| ?                                                                   |                                                                     | 4 octobre 1913                                                      | [ JORF 3 ]                                                          | Martinez Ortiz                                                      |
| ?                                                                   |                                                                     | 3 octobre 1923                                                      | [ JORF 4 ]                                                          | Francisco Zayas y Alfonso                                           |
| ?                                                                   |                                                                     | 19 septembre 1925                                                   | [ JORF 5 ]                                                          | Rafael Martinez Ortiz                                               |
| ?                                                                   |                                                                     | 19 janvier 1927                                                     | [ JORF 6 ]                                                          | Cespedes                                                            |
| ?                                                                   |                                                                     | 28 décembre 1931                                                    | [ JORF 7 ]                                                          | Cespedes                                                            |
| ?                                                                   |                                                                     | 13 octobre 1932                                                     | [ JORF 8 ]                                                          | Ricardo Herrera y Guiral                                            |
| ?                                                                   |                                                                     | 10 février 1933                                                     | [ JORF 9 ]                                                          | Eduardo Usabiaga y Llaguno                                          |
| ?                                                                   |                                                                     | 30 mai 1934                                                         | [ JORF 10 ]                                                         | José René Morales y Valcarcel                                       |
| ?                                                                   |                                                                     | 19 décembre 1938                                                    | [ JORF 11 ]                                                         | Juan Antiga                                                         |
| ?                                                                   |                                                                     | 31 mai 1939                                                         | [ JORF 12 ]                                                         | Santiago Verdeja                                                    |
| En qualité d'ambassadeurs extraordinaires et plénipotentiaires      |                                                                     |                                                                     |                                                                     |                                                                     |
| ?                                                                   |                                                                     | 22 mai 1951                                                         | [ JORF 13 ]                                                         | Hector de Ayala                                                     |
| ?                                                                   |                                                                     | 16 juin 1959                                                        | [ JORF 14 ]                                                         | Manuel Gran Gilledo                                                 |
| ?                                                                   |                                                                     | 14 février 1961                                                     | [ JORF 15 ]                                                         | Harold Gramatges                                                    |
| ?                                                                   |                                                                     | 29 février 1964                                                     | [ JORF 16 ]                                                         | Antonio Carrillo Carreras                                           |
| ?                                                                   |                                                                     | 19 novembre 1966                                                    | [ JORF 17 ]                                                         | Baudilio Castellanos Garcia                                         |
| ?                                                                   |                                                                     | 28 mai 1973                                                         | [ JORF 18 ]                                                         | Gregorio Ortega-Suarez                                              |
| ?                                                                   |                                                                     | 27 novembre 1987                                                    | [ JORF 19 ]                                                         | Fernando Florez Ibarra                                              |
| ?                                                                   |                                                                     | 20 avril 1994                                                       | [ JORF 20 ]                                                         | Raul Roa Kouri                                                      |
| ?                                                                   |                                                                     | 7 septembre 1998                                                    | [ JORF 21 ]                                                         | Eumelio Caballero Rodriguez                                         |
| ?                                                                   |                                                                     | 11 janvier 2005                                                     | [ JORF 22 ]                                                         | Rogelio Placido Sanchez Levi                                        |
| ?                                                                   |                                                                     | 2 octobre 2009                                                      | [ JORF 23 ]                                                         | Orlando Requeijo Gual                                               |
| ?                                                                   |                                                                     | 15 novembre 2013                                                    | [ JORF 24 ]                                                         | Héctor Igarza Cabrera                                               |
| ?                                                                   |                                                                     | 18 décembre 2017                                                    | [ JORF 25 ]                                                         | Elio Eduardo Rodriguez Perdomo                                      |
| ?                                                                   |                                                                     | 22 juillet 2022                                                     | [ JORF 26 ]                                                         | Otto Vaillant Frías                                                 |

## Consulats
Cuba ne possède pas d'autre consulat en France que la section consulaire de son ambassade à Paris.